# Walter Müller (Radsportler)
Walter Müller (* 20. April 1932 in Wien; † 5. August 2008) war ein österreichischer Radrennfahrer und nationaler Meister im Radsport.

## Sportliche Laufbahn
Müller war einer der prägenden Radrennfahrer in den 1950er Jahren in Österreich. Sein größter sportlicher Erfolg war der Gewinn der Österreich-Rundfahrt 1962. 1961 wurde er Staatsmeister von Österreich im Straßenrennen. 1953 machte er mit einem Etappensieg im Rennen Wien–Rabenstein–Gresten–Wien (späterUniqa Classic) auf sich aufmerksam. Auch 1953, 1954 und 1962 gewann er Tagesabschnitte in diesem Etappenrennen. Beim Sieg von Adolf Christian wurde er 1954 Zweiter der Österreich-Rundfahrt. In der Saison 1955 siegte er in der Jugoslawien-Rundfahrt.
Wien–Rabenstein–Gresten–Wien konnte er 1958 vor Richard Durlacher gewinnen. 1962 gelang ihm der Sieg erneut. 1959 entschied er die Burgenland-Rundfahrt für sich. 1961 wurde er Dritter der Österreich-Rundfahrt. Mit 16 Starts in der Österreich-Rundfahrt war er nach Rolf Eberl (19 Starts) der Fahrer mit den häufigsten Teilnahmen, wobei er fünfzehnmal das Ziel erreichte.
Er bestritt einige Landesrundfahrten, wie die Slowakei-Rundfahrt, die Polen-Rundfahrt und die Internationale Friedensfahrt. Letztere fuhr er fünfmal. 1955 wurde er 67., 1956 62., 1958 69., 1960 40. der Gesamtwertung. 1953 war er ausgeschieden.

## Berufliches
Nach seiner Laufbahn war er einige Zeit Nationaltrainer im Juniorenbereich.